# IBSF World Billiards Championship
Die IBSF World Billiards Championship (früher World Amateur Billiards Championship) ist die Amateurweltmeisterschaft im English Billiards. Erstmals im Jahr 1926 in London ausgetragen, findet sie seitdem mit einigen Unterbrechungen regelmäßig statt. Heutzutage wird sie von der International Billiards & Snooker Federation ausgetragen. Sie ist nicht zu verwechseln mit der professionellen English-Billiards-Weltmeisterschaft, obgleich die beiden Turniere zwischen 2012 und 2014 verschmolzen waren.

## Geschichte
Vor 1951 hieß die Veranstaltung „(British) Empire Billiards Championship“. Nach der Umbenennung zur Amateur-Weltmeisterschaft fand das Turnier unter der Aufsicht des Billiards Association & Control Councils (BACC, mit Sitz in London) statt. Der Verband war neben dem English Billiards auch für das Snooker zuständig.
Das BACC war aber recht umstritten, denn die Organisation war gleichzeitig internationaler Dachverband und britischer Nationalverband. 1971 einigte man sich auf die Gründung eines eigenen internationalen Dachverbandes namens „World Billiards & Snooker Council“ (WBSC), das sich 1973 in „International Billiards & Snooker Federation“ (IBSF) umbenannte. Die IBSF konnte sich danach als Ausrichter diverser weltweiter Meisterschaften im English Billiards und auch im Snooker etablieren. Nichtsdestotrotz wurde das Turnier lange von Spielern aus dem Commonwealth geprägt. Erst 1999 siegte mit dem Thailänder Praprut Chaithanasakun (auch als „Rom Surin“ bekannt) ein Spieler von außerhalb des Commonwealth.
2012 verschmolz die Amateurweltmeisterschaft mit der professionellen English-Billiards-Weltmeisterschaft. In dieser Konstellation wurde das Turnier aber nur drei Jahre ausgetragen, denn noch vor der Ausgabe 2015 kündigte die IBSF die Partnerschaft wieder auf. Seitdem finden die professionelle Weltmeisterschaft und ihr Amateur-Pendant wieder getrennt statt.

## Sieger
Die folgende Tabelle zeigt die Finalpaarungen der bisherigen Ausgaben des Turnieres. Bis hinein in die 1990er-Jahre wurde das Turnier unregelmäßig ausgetragen, meist war es ein Zwei-Jahres-Rhythmus. Erst seit 1996 findet das Turnier – abgesehen von einigen Ausnahmen – in einem Ein-Jahres-Rhythmus statt. Seit dem Jahr 2000 wird die Amateurweltmeisterschaft zudem jährlich in zwei verschiedenen Formaten gespielt.
| Jahr                                                      | Ort                                  | Format                               | Sieger                               | Ergebnis                             | Finalist                             |
| --------------------------------------------------------- | ------------------------------------ | ------------------------------------ | ------------------------------------ | ------------------------------------ | ------------------------------------ |
| 1926                                                      | London                               | –                                    | Joe Earlam                           | Round Robin                          | George Shailer                       |
| 1927                                                      | London                               | –                                    | Allan Prior                          | Round Robin                          | Horace Coles                         |
| 1929                                                      | Johannesburg                         | –                                    | Les Hayes                            | Round Robin                          | Allan Prior                          |
| 1931                                                      | Sydney                               | –                                    | Laurie Steeples                      | Round Robin                          | Sydney Lee                           |
| 1933                                                      | London                               | –                                    | Sydney Lee                           | Round Robin                          | Tom Jones                            |
| 1935                                                      | London                               | –                                    | Horace Coles                         | Round Robin                          | J. McGhie                            |
| 1936                                                      | Johannesburg                         | –                                    | Bob Marshall                         | Round Robin                          | Allan Prior                          |
| 1938                                                      | Melbourne                            | –                                    | Bob Marshall                         | Round Robin                          | Kingsley Kennerley                   |
| 1939–1950: keine Austragung                               |                                      |                                      |                                      |                                      |                                      |
| 1951                                                      | London                               | –                                    | Bob Marshall                         | Round Robin                          | Frank Edwards                        |
| 1952                                                      | Kalkutta                             | –                                    | Leslie Driffield                     | Round Robin                          | Bob Marshall                         |
| 1954                                                      | Sydney                               | –                                    | Tom Cleary                           | Round Robin                          | Bob Marshall                         |
| 1958                                                      | Kalkutta                             | –                                    | Wilson Jones                         | Round Robin                          | Leslie Driffield                     |
| 1960                                                      | Edinburgh                            | –                                    | Herbert Beetham                      | Round Robin                          | Jim Long                             |
| 1962                                                      | Perth                                | –                                    | Bob Marshall                         | 3.623:2.891                          | Wilson Jones                         |
| 1964                                                      | Pukekohe                             | –                                    | Wilson Jones                         | Round Robin                          | Jack Karnehm                         |
| 1967                                                      | Colombo                              | –                                    | Leslie Driffield                     | Round Robin                          | Mohammed J. M. Lafir                 |
| 1969                                                      | London                               | –                                    | Jack Karnehm                         | Round Robin                          | Michael Ferreira                     |
| 1971                                                      | Malta                                | –                                    | Norman Dagley                        | Round Robin                          | Mannie Francisco                     |
| 1973                                                      | Bombay                               | –                                    | Mohammed J. M. Lafir                 | Round Robin                          | Satish Mohan                         |
| 1975                                                      | Auckland                             | Zeit                                 | Norman Dagley                        | 3.385:2.268                          | Michael Ferreira                     |
| 1977                                                      | Melbourne                            | Zeit                                 | Michael Ferreira                     | 2.683:2.564                          | Bob Close                            |
| 1979                                                      | Sri Lanka                            | Zeit                                 | Paul Mifsud                          | 2.943:2.152                          | Norman Dagley                        |
| 1981                                                      | Delhi                                | Zeit                                 | Michael Ferreira                     | 2.725:2.631                          | Norman Dagley                        |
| 1983                                                      | Malta                                | Zeit                                 | Michael Ferreira                     | 3.933:2.744                          | Subhash Agarwal                      |
| 1985                                                      | Dublin                               | Zeit                                 | Geet Sethi                           | 3.809:2.453                          | Bob Marshall                         |
| 1987                                                      | Belfast                              | Zeit                                 | Geet Sethi                           | 4.846:3.256                          | Joe Grech                            |
| 1990                                                      | Bangalore                            | Zeit                                 | Manoj Kothari                        | 2.890:2.422                          | Ashok Shandilya                      |
| 1996                                                      | Indien                               | Zeit                                 | Mike Russell                         | 1.741:885                            | Roxton Chapman                       |
| 1997                                                      | Malta                                | Zeit                                 | Joe Grech                            | 2.895:2.836                          | Ashok Shandilya                      |
| 1998                                                      | Australien                           | Zeit                                 | Robby Foldvari                       | 1.869:1.439                          | Praput Chaithanasakun                |
| 1999                                                      | Irland                               | Zeit                                 | Praput Chaithanasakun                | 3.201:1.657                          | Paul Bennett                         |
| 2000                                                      | England                              | Punkte (bis 50)                      | Chris Shutt                          | 11:9                                 | Roxton Chapman                       |
| 2001                                                      | Neuseeland                           | Zeit                                 | Geet Sethi                           | 3.484:1.289                          | Ashok Shandilya                      |
| 2002                                                      | Australien                           | Zeit                                 | Mike Russell                         | 2.438:1499                           | Geet Sethi                           |
| 2002                                                      | Australien                           | Punkte (bis 50)                      | Ashok Shandilya                      | 11:9                                 | Praput Chaithanasakun                |
| 2003 (bis 150)                                            | Indien                               | Punkte                               | Lee Lagan                            | 6:5                                  | Geet Sethi                           |
| 2005                                                      | Malta                                | Zeit                                 | Pankaj Advani                        | 2.242:1.717                          | Geet Sethi                           |
| 2005                                                      | Malta                                | Punkte (bis 150)                     | Pankaj Advani                        | 6:2                                  | Devendra Joshi                       |
| 2007                                                      | Singapur                             | Zeit                                 | Pankaj Advani                        | 1.946:1.488                          | Dhruv Sitwala                        |
| 2007                                                      | Singapur                             | Punkte (bis 150)                     | Rupesh Shah                          | 6:4                                  | Ashok Shandilya                      |
| 2008                                                      | Bangalore                            | Zeit                                 | Pankaj Advani                        | 2.368:2.020                          | Devendra Joshi                       |
| 2008                                                      | Bangalore                            | Punkte (bis 150)                     | Pankaj Advani                        | 6:1                                  | Geet Sethi                           |
| 2010                                                      | Maharashtra                          | Zeit                                 | Mike Russell                         | 4.120:784                            | Peter Gilchrist                      |
| 2010                                                      | Maharashtra                          | Punkte (bis 150)                     | Mike Russell                         | 6:0                                  | Pankaj Advani                        |
| 2011                                                      | Carlow                               | Zeit                                 | Mike Russell                         | 3.001:519                            | Matthew Bolton                       |
| 2011                                                      | Carlow                               | Punkte (bis 150)                     | Mike Russell                         | 6:3                                  | Pankaj Advani                        |
| Weltmeisterschaften von 2012 bis 2014 sind hier zu finden |                                      |                                      |                                      |                                      |                                      |
| 2015                                                      | Adelaide                             | Zeit                                 | Pankaj Advani                        | 2.408:1.240                          | Peter Gilchrist                      |
| 2015                                                      | Adelaide                             | Punkte (bis 150)                     | Peter Gilchrist                      | 6:4                                  | Pankaj Advani                        |
| 2016                                                      | Bengaluru                            | Zeit                                 | Peter Gilchrist                      | 1.500:617                            | Sourav Kothari                       |
| 2016                                                      | Bengaluru                            | Punkte (bis 150)                     | Pankaj Advani                        | 6:3                                  | Peter Gilchrist                      |
| 2017                                                      | Doha                                 | Zeit                                 | Mike Russell                         | 1.500:1.284                          | Robert Hall                          |
| 2017                                                      | Doha                                 | Punkte (bis 150)                     | Pankaj Advani                        | 6:2                                  | Mike Russell                         |
| 2018                                                      | Rangun                               | Zeit                                 | Pankaj Advani                        | 1.500:299                            | Bhaskar Balachandra                  |
| 2018                                                      | Rangun                               | Punkte (bis 150)                     | Pankaj Advani                        | 6:2                                  | Nay Thway Oo                         |
| 2019                                                      | Mandalay                             | Zeit                                 | Peter Gilchrist                      | 1000:732                             | Praprut Chaithanasakun               |
| 2019                                                      | Mandalay                             | Punkte (bis 150)                     | Pankaj Advani                        | 6:2                                  | Nay Thway Oo                         |
| 2020                                                      | keine Austragung (COVID-19-Pandemie) | keine Austragung (COVID-19-Pandemie) | keine Austragung (COVID-19-Pandemie) | keine Austragung (COVID-19-Pandemie) | keine Austragung (COVID-19-Pandemie) |